# 菊池武夫 (陸軍軍人)
菊池 武夫（きくち たけお、1875年〈明治8年〉7月23日 - 1955年〈昭和30年〉12月1日）は、日本の陸軍軍人、政治家。貴族院男爵議員。陸軍中将功四級男爵。熊本県菊池郡出身。

## 生涯
熊本県菊池郡出身。父は男爵・菊池武臣。学習院中等科を経て、陸軍幼年学校入校。

### 陸軍軍人
陸軍士官学校、陸軍大学校を経て日露戦争に従軍。歩兵第11旅団長・奉天特務機関長を務めた後、陸軍中将で予備役に編入となった。
1896年（明治29年）、陸軍士官学校卒業（7期歩兵科）。陸軍歩兵少尉任官後、歩兵第23連隊（熊本、第6師団）付、陸軍士官学校区隊長を経て、明治34年（1901年）陸軍大学校入校
1904年（明治37年）、陸軍大学校を中退し、歩兵第23連隊中隊長として日露戦争に出征。
後備第6旅団副官、韓国駐剳軍兵站参謀を経て帰還後、陸軍大学校に復校し、明治39年（1906年）陸軍大学校卒業（18期）後、参謀本部出仕、第16師団参謀、北京駐屯歩兵隊長、歩兵第64連隊大隊長、陸軍大学校教官、参謀本部付仰付（支那政府応聘）を歴任。
大正8年（1919年）、ヨーロッパへ私費留学。同年5月、男爵襲爵。翌大正9年（1920年）、帰国
大正9年（1920年）、歩兵第64連隊長。大正11年（1922年）、陸軍少将・歩兵第11旅団長
1924年（大正13年）、奉天特務機関長（関東軍司令部付）。大正15年（1926年）、第5師団司令部付。1927年（昭和2年）、陸軍中将・参謀本部付。同年7月、予備役。

### 貴族院議員

#### 中島商相筆禍事件
予備役編入後は1931年（昭和6年）から貴族院議員（互選による男爵議員）として帝国議会に議席を持った。1934年に商工大臣中島久万吉が雑誌「現在」に執筆した「足利尊氏」において中島が「逆賊」である尊氏を礼賛しているとして議会において糾弾し辞任においこんだ。

##### 天皇機関説事件
1935年（昭和10年）には美濃部達吉（当時東京帝国大学法学部教授）が唱え、当時の憲法学の通説だった天皇機関説を攻撃し、「天皇機関説は国体に反する緩慢なる謀反」「美濃部は学匪」などの批判を展開して国体明徴運動の契機を作った。
菊池は軍人出身であって法律学の専門家ではなく、天皇機関説の趣旨を全く誤解して美濃部を批判しており、美濃部が1935年2月貴族院本会議で天皇機関説を説明するのを聞くや「それならよろし」と呟いたと言われるが、その後、3月になり再び貴族院で美濃部を批判する質問をしている。また、菊池の批判をさらに誤解した一部の右翼が、美濃部に対して「いやしくも天皇陛下を機関銃に例えるとは何事か」などと大掛かりな批判運動を展開し、結果、美濃部は貴族院（1932-35年、勅選議員）から追われた。一方の菊池も、1939年（昭和14年）の第8回伯子男爵議員選挙で落選した。

#### その後
1939年（昭和14年）に天津事件を契機とした反英運動が盛り上がりを見せると菊池も運動に参画。7月12日に行われた反英集会では演説を行った。
1941年（昭和16年）には亜細亜大学の前身となる興亜専門学校を設立し、初代校長と運営母体の財団法人興亜協会の初代理事長を務める。
1945年（昭和20年）12月2日、連合国軍最高司令官総司令部は日本政府に対し菊池を逮捕するよう命令（第三次逮捕者59名中の1人）。A級戦犯容疑で逮捕、巣鴨拘置所に勾留されるが、不起訴処分となって翌年釈放された。間もなく公職追放となった。

### 晩年
1946年（昭和21年）8月、釈放。
1955年（昭和30年）、死去。

### 年譜
- 明治8年（1875年）7月23日：男爵菊池武臣の嗣子として生まれる
- 学習院中等科、陸軍幼年学校
- 明治29年（1896年）5月27日：陸軍士官学校卒業（7期）
- 明治30年（1897年）1月25日：陸軍歩兵少尉・歩兵第23連隊付
- 明治32年（1899年）11月：陸軍歩兵中尉・陸軍士官学校区隊長
- 明治34年（1901年）10月：陸軍大学校入校
- 明治37年（1904年）2月：陸軍大学校中退
- 明治37年（1904年）5月：歩兵第23連隊中隊長
- 明治37年（1904年）6月：日露戦争に出征、陸軍歩兵大尉に進級。
- 明治37年（1904年）9月：後備第6旅団副官
- 明治38年（1905年）8月：韓国駐剳軍兵站参謀
- 明治38年（1905年）11月：帰還
- 明治39年（1906年）3月：陸軍大学校復校
- 明治39年（1906年）11月：陸軍大学校卒業（18期）・参謀本部出仕
- 明治40年（1907年）1月：第16師団参謀
- 明治41年（1908年）12月：陸軍歩兵少佐
- 明治42年（1909年）12月：北京駐屯歩兵隊長
- 大正元年（1912年）9月：歩兵第64連隊大隊長
- 大正2年（1913年）8月：陸軍大学校教官
- 大正3年（1914年）8月：陸軍歩兵中佐
- 大正3年（1914年）8月25日：参謀本部付仰付（支那政府応聘）
- 大正6年（1917年）8月6日：陸軍歩兵大佐
- 大正8年（1919年）3月31日：ヨーロッパへ私費留学
- 大正8年（1919年）5月：男爵を襲爵
- 大正9年（1920年）3月15日：帰国
- 大正9年（1920年）8月10日：歩兵第64連隊長
- 大正11年（1922年）8月15日：陸軍少将・歩兵第11旅団長
- 大正13年（1924年）8月20日：関東軍司令部付（奉天特務機関長）
- 大正15年（1926年）3月2日：第5師団司令部付
- 昭和2年（1927年）3月5日：陸軍中将・参謀本部付
- 昭和2年（1927年）7月20日：予備役
- 勤労連盟を主宰する
- 昭和6年（1931年）11月28日：貴族院議員[5]
- 昭和8年（1933年）11月：皇道に基づいた改革を目指す「日本精神協会」を設立し、会長を務める[6]。
- 昭和10年（1935年）2月：帝国議会で天皇機関説を批判する（天皇機関説事件）
- 昭和14年（1939年）7月9日：貴族院議員任期満了[1]
- 昭和15年（1940年）5月：熊本県菊池郡隈府町長（後の菊池市）
- 昭和16年（1941年）4月：財団法人興亜協会理事長・興亜専門学校長
- 昭和20年（1945年）12月：A級戦犯容疑で逮捕
- 昭和21年（1946年）8月：釈放
- 昭和30年（1955年）12月1日：死去

## 家族・親族
菊池氏は中世以来の肥後国の名族で、南北朝時代は南朝に属した。菊池氏（米良氏）は明治になって他の南朝功臣の子孫と並んで華族に列せられた。父は旧米良領主の男爵菊池武臣。
武夫の次男武親は陸軍に進み、少佐（陸士53）まで昇進した。

## 栄典
- 1908年（明治41年）10月30日 - 正五位[7]
- 1918年（大正7年）5月10日 - 従四位[8]
- 1923年（大正12年）6月1日 - 正四位[9]
- 1927年（昭和2年）8月15日 - 従三位[10]
- 1937年（昭和12年）9月1日 - 正三位[11]

## 関連書籍
- 「菊池武夫伝」西米良村役場編、昭和51年 参照